# بوکایو ساکا
بوکایو ساکا (به انگلیسی: Bukayo Saka؛ زادهٔ ۵ سپتامبر ۲۰۰۱) بازیکن فوتبال اهل انگلستان است که در پست هافبک هجومی و وینگر راست برای باشگاه فوتبال آرسنال در لیگ برتر انگلستان و تیم ملی فوتبال انگلستان بازی می‌کند.
وی همچنین در تیم‌های ملی فوتبال زیر ۱۶ سال انگلستان، زیر ۱۷ سال انگلستان، زیر ۱۸ سال انگلستان، زیر ۱۹ سال انگلستان، زیر ۲۱ سال انگلستان و تیم ملی انگلستان بازی کرده‌است.
او یک بازیکن چپ‌پا است که بیشتر در پست وینگر راست در باشگاه آرسنال و تیم ملی انگلستان بازی می‌کند. اما توانایی بازی در هر دو سمت خط هافبک و همچنین به‌عنوان مدافع چپ را به خوبی داراست.

## آمار ملی

### بازی‌های ملی
تا تاریخ ۶ ژوئیه ۲۰۲۴
| انگلستان | انگلستان | انگلستان | انگلستان |
| سال      | بازی     | گل       | پاس گل   |
| -------- | -------- | -------- | -------- |
| ۲۰۲۰     | ۴        | ۰        | ۱        |
| ۲۰۲۱     | ۱۰       | ۴        | ۲        |
| ۲۰۲۲     | ۱۰       | ۳        | ۱        |
| ۲۰۲۳     | ۸        | ۴        | ۲        |
| ۲۰۲۴     | ۶        | ۱        | ۰        |
| مجموع    | ۳۸       | ۱۲       | ۶        |

### گل‌های ملی
| شماره | تاریخ          | میزبان   | بازی ملی | حریف          | نتیجه                     | رقابت                         |
| ----- | -------------- | -------- | -------- | ------------- | ------------------------- | ----------------------------- |
| ۱     | ۲ ژوئن ۲۰۲۱    | میدلزبرو | ۵        | اتریش         | ۱–۰                       | دوستانه                       |
| ۲     | ۵ سپتامبر ۲۰۲۱ | لندن     | ۱۱       | آندورا        | ۴–۰                       | مقدماتی جام جهانی ۲۰۲۲        |
| ۳     | ۹ اکتبر ۲۰۲۱   | لا ولا   | ۱۲       | آندورا        | ۵–۰                       | مقدماتی جام جهانی ۲۰۲۲        |
| ۴     | ۱۵ نوامبر ۲۰۲۱ | سرواله   | ۱۴       | سان مارینو    | ۱۰–۰                      | مقدماتی جام جهانی ۲۰۲۲        |
| ۵     | ۲۱ نوامبر ۲۰۲۲ | الریان   | ۲۱       | ایران         | ۶–۲                       | جام جهانی ۲۰۲۲ قطر            |
| ۶     | ۲۱ نوامبر ۲۰۲۲ | الریان   | ۲۱       | ایران         | ۶–۲                       | جام جهانی ۲۰۲۲ قطر            |
| ۷     | ۴ دسامبر ۲۰۲۲  | الخور    | ۲۳       | سنگال         | ۳–۰                       | جام جهانی ۲۰۲۲ قطر            |
| ۸     | ۲۶ مارس ۲۰۲۳   | لندن     | ۲۶       | اوکراین       | ۲–۰                       | مقدماتی جام ملت‌های اروپا ۲۰۲۴ |
| ۹     | ۱۹ ژوئن ۲۰۲۳   | منچستر   | ۲۸       | مقدونیه شمالی | ۷–۰                       | مقدماتی جام ملت‌های اروپا ۲۰۲۴ |
| ۱۰    | ۱۹ ژوئن ۲۰۲۳   | منچستر   | ۲۸       | مقدونیه شمالی | ۷–۰                       | مقدماتی جام ملت‌های اروپا ۲۰۲۴ |
| ۱۱    | ۱۹ ژوئن ۲۰۲۳   | منچستر   | ۲۸       | مقدونیه شمالی | ۷–۰                       | مقدماتی جام ملت‌های اروپا ۲۰۲۴ |
| ۱۲    | ۶ ژوئیه ۲۰۲۴   | دوسلدورف | ۳۸       | سوئیس         | ۱–۱ (برد در ضربات پنالتی) | جام ملت‌های اروپا ۲۰۲۴         |

## عملکرد
ساکا در ایلینگ، لندن متولد شد و در دبیرستان گرینفورد شرکت کرد. او کار خود را با آکادمی آرسنال شروع کرد. هنگامی که ۱۷ ساله شد، یک قرارداد حرفه ای توسط آرسنال به او داده شد و به تیم زیر ۲۳ سال ارتقا پیدا کرد.
در ۲۹ نوامبر ۲۰۱۸، ساکا در بازی خود در لیگ اروپا مقابل وورسکلا پولتاوا اولین بازی رقابتی ارشد خود را برای آرسنال رقم زد. او در دقیقه ۶۸ جانشین آرون رمزی شد. در تاریخ ۱۳ دسامبر ۲۰۱۸، ساکا اولین بازی خانگی کامل خود برای آرسنال را در بازی خود در لیگ اروپا مقابل قره باغ انجام داد.
در ۱ ژانویه سال ۲۰۱۹، ساکا بعد از تعویض به جای الکس ایووبی در دقیقه ۸۳، اولین گل خود را در لیگ برتر در پیروزی ۴–۱ برابر فولام به ثمر رساند. در ۱۹ سپتامبر ۲۰۱۹، او در پیروزی ۳–۰ در مقابل آینتراخت فرانکفورت در بازی گروهی لیگ اروپا ۲۰۱۹–۲۰۲۰ دو پاس گل داد.
ساکا با نخستین حضور خود در لیگ برتر، در خانه با نتیجه ۳ بر ۲ مقابل استون ویلا به خاطر تلاش‌هایش در آلمان پاداش گرفت. وی سپس در بازی یک پاس گل برای پیر امریک اوبامیانگ ثبت کرد و در تساوی ۱–۱ در اولدترافورد مقابل منچستر یونایتد گرفت.
او سپس پاس گل دوم گابریل مارتینلی را در تساوی ۵–۵ در لیورپول در جام حذفی، به ثمر رساند، پیش از این که اوبامیانگ در آخرین سرمربی اونای امری خود را مساوی کند، روی یک پاس مارتینلی پایین به سمت اوبامیانگ ضربه زد و به گل رسید. او سپس یک گل به دست آورد و در تساوی ۲–۲ آرسنال مقابل استاندارد لیژ، کمک کرد، ابتدا در یک منطقه شگفت‌انگیز برای الکساندر لاکازت شوت زد و دقایقی بعد توپ را به دروازه فرستاد.
پس از مصدومیت‌های سئاد کولاشیناچ و کیران تیرنی، ساکا شروع به بازی در تیم اول آرسنال در سمت چپ کرد. در ۲۷ ژانویه سال ۲۰۲۰، او در پیروزی دور چهارم جام حذفی آرسنال با نتیجه ۲ بر یک مقابل بورنموث پس از اتمام یک حرکت ۲۲ پاس و همچنین کمک به گل دوم، توسط ادی انکتیا رسید. این گل بعداً توسط بی‌بی‌سی به‌عنوان گل برتر انتخاب شد.
بوکایو به همراه ۶ بازیکن دیگر با تبار نیجریه در مرحله حذفی لیگ اروپا در ترکیب آرسنال قرار گرفت. پس از دو هفته استراحت در اواسط فصل، ساکا بازگشت خود را با حضور در خانه نیوکاسل یونایتد بازگشت و به گلزنی نیکلاس پپه کمک کرد. وی سپس الکساندر لاکازت را برای نهمین پاس گل خود در این فصل با نتیجه ۱ بر صفر در المپیاکوس در لیگ اروپا راه اندازی کرد.
او بعد از پاس‌گل به انکتیا در پیروزی ۳–۲ خانگی مقابل اورتون، دو پاس گل داد. عملکردهای بعدی مقابل پورتسموث و وستهام یونایتد باعث تقویت بیشتر او در تیم اول شد. او در پایان فصل ۲۱–۲۰۲۰ به‌عنوان بازیکن سال آرسنال برگزیده شد.

## عملکرد بین‌المللی
ساکا متولد انگلیس و از تبار نیجریه است. ساکا در سطح زیر ۱۶ سال، زیر ۱۷ سال، زیر ۱۸ و زیر ۱۹ سال نماینده انگلیس بوده‌است. در ماه مه سال ۲۰۱۸، ساکا در ترکیب تیم‌های زیر ۱۷ سال انگلیس قرار گرفت زیرا آنها میزبان مسابقات قهرمانی زیر ۱۷ سال اروپا بودند. میزبان در مرحله نیمه نهایی و در ضربات پنالتی توسط هلند حذف شدند گرچه ساکا با ضربه سر گل خود را به ثمر رساند.
در سپتامبر ۲۰۱۸، ساکا در بازی خارج از خانه برابر فرانسه برنده تیم زیر ۱۸ سال انگلیس شد. در نوامبر ۲۰۱۸، ساکا اولین فراخوان خود را با تیم زیر ۱۹ سال انگلیس دریافت کرد. او در اولین بازی خود در آن رده سنی در مرحله مقدماتی مقابل مولداوی به گل رسید.
او در جام جهانی ۲۰۲۲ قطر مقابل ایران دو بار موفق به گلزنی شد.